# Annegret Weller
Annegret Weller Schneider (Valdivia, 11 de julio de 1930) es una velocista chilena. 

## Biografía
Nacida en Valdivia de padres alemanes, su primer club por el cual compitió fue el Gimnástico Alemán de Valparaíso. En 1943 hizo un récord de novicios con 7”2/10 en 50 metros. En mayo de 1945 fue seleccionada para competir en el Sudamericano de Montevideo, obteniendo el quinto lugar en su categoría.
Tres años más tarde, compitió en los 200 metros femeninos en los Juegos Olímpicos de 1948. También participó en esos Juegos Olímpicos como parte del equipo de 4 × 100 m de Chile, siendo parte del primer equipo femenino chileno en tomar parte de unos Juegos Olímpicos, junto a Marion Hube, Betty Kretschmer y Adriana Millard.